# Michele Bes
Michele Antonio Bes, né le 28 février 1794 à Oulx et mort le 5 mars 1853 à Turin, est un général sarde décoré de la médaille de la valeur militaire pour ses faits d’armes sur la Première guerre d’indépendance italienne.

## Biographie
Bes né à Oulx le 28 février 1794, il est le fils de Luigi Bes et Margherita Blum. Il s’engage en 1813 dans la Grande Armée, rejoignant la Garde d'honneur, une unité à cheval de la Garde impériale. Après la Restauration, il entre au service de l’Armée sarde en décembre 1814 en tant que sous-lieutenant dans le Régiment provincial de Suse. Il est promu lieutenant le 28 mars 1815 et affecté à la Brigade « Monferrato » en 1817. En 1822, il est nommé capitaine d’ordonnance à la Brigade « Pinerolo » (en). En 1835, il est promu lieutenant-colonel et prend le commandement du 1er Régiment de la Brigade « Casale » Le 2 août 1839, il devient colonel, puis le 2 mai 1843, il est promu général de brigade.
Lors de la Première guerre d’indépendance italienne, il se trouve à la tête de sa brigade. Le 25 mars 1848, sur ordre du roi Charles-Albert, il dirige deux brigades composées des IVe et XIVe Régiments d’infanterie sarde, traverse le Tessin au pont de Boffalora et atteint Milan un jour plus tard pour soutenir le gouvernement provisoire lombard récemment constitué après l’insurrection contre le gouvernement autrichien.  
Il participe ensuite à la Bataille de Pastrengo le 30 avril où il se distingue pour sa bravoure et sa capacité à diriger. À Cisano, il repousse avec succès une attaque menée par le colonel autrichien Friedrich Zobel (en) sortie de la ville fortifiée de Vérone, infligeant des pertes sévères à l’ennemi. Pour son courage et sa témérité, il reçoit la Médaille d'or de la valeur militaire.
Après l’armistice Salasco, il reprend la tête d’une nouvelle brigade et participe à l a bataille de Novare. Après la guerre, il est nommé général trois étoiles. Il se lance ensuite en politique et est élu député au Parlement pour le collège électoral de Suse lors des IIIe et IVe législatures. Le 19 novembre 1851, alors malade, il renonce simultanément à ses fonctions militaires et politiques. Il meurt à Turin le 5 mars 1853.  

## Décorations
- Médaille d’or de la valeur militaire, le 5 juin 1848

- Chevalier de l'ordre des Saints-Maurice-et-Lazare (1851)